# Fermion

Standardmodellens elementarpartiklar, av vilka kvarkar och leptoner är fermioner

En fermion är en partikel som tar upp volym och har halvtaligt spinn. Det är också en klass av elementarpartiklar med denna egenskap. Exempel på fermioner är elektronen, protonen, neutronen, neutrinon samt kvarkarna. Även atomer eller atomkärnor med halvtaligt spinn är fermioner.
Alla fermioner har alltså spinn vars värde är en udda multipel av 1/2 (d.v.s. 1/2, 3/2, 5/2, etc.), multiplicerat med Diracs konstant (ħ)
Fermioner lyder under Paulis uteslutningsprincip och Fermi-Dirac-statistiken.